# Dmitri Kitaïenko
Dmitri Gueorguievitch Kitaïenko (en russe : Дмитрий Георгиевич Китаенко; ISO 9 : Dmitrij Georgievič Kitaenko), né le 18 août 1940 à Leningrad, est un chef d'orchestre russe.
Après avoir étudié aux conservatoires de Leningrad et de Moscou, il remporte en 1969, le premier prix lors de la première édition du concours international de direction d'orchestre Herbert von Karajan à Berlin.
Durant quatorze ans (1976-1990), il a été directeur musical de l'Orchestre philharmonique de Moscou, puis occupe le même poste à la tête de l'Orchestre philharmonique de Bergen (1990-1998). De 1990 à 1996, il est également chef principal de l'Orchestre symphonique de la Radio de Francfort. 